# Charles Wilkes (football)
Pour les articles homonymes, voir Wilkes.
Charles Wilkes, né le 2 juin 1879 au Havre et mort le 27 août 1939 à Dinan (22) est un footballeur français actif dans les années 1900 et évoluant au poste de milieu de terrain.

## Carrière
Charles Wilkes, Havrais de naissance, évolue dans le club du Havre Athletic Club de 1899 à 1905, puis dans le club du Le Havre Sports.
Il est aussi appelé en équipe de France de football à quatre reprises dans les années 1900, étant l'un des seuls joueurs retenus non membres d'un club parisien, avec Adrien Filez. Lors de sa première sélection en 1905, il bat la Suisse 1-0 pour le premier match international de celle-ci. Quelques mois plus tard, il fait partie de l'équipe qui s'incline 7-0 contre la Belgique à l'extérieur. L'année suivante, il honore sa troisième cape à l'occasion d'une défaite mémorable 15-0 contre l'équipe d'Angleterre amateure. Il retrouve l'équipe de France pour sa quatrième et dernière sélection en 1908 en remplacement de Maurice Vandendriessche qui opte pour la nationalité belge.